# Blastobasis nephelias
Blastobasis nephelias là một loài bướm đêm thuộc họ Blastobasidae. Nó được tìm thấy ở Úc.